# Ajam
Pour les articles homonymes, voir Ajami.

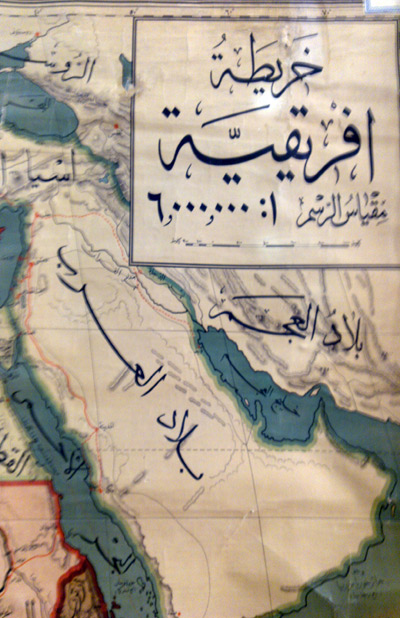
Carte du Proche-Orient présentant l'Iran sous l'appellation de « pays des ʿAjam » (bilad al-ʿAjam).

Tapis irakien

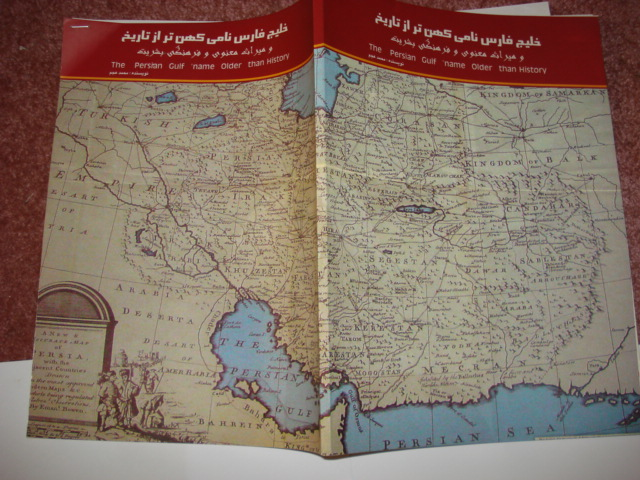
Carte de l'iran.

ʿAjam est un mot arabe (عجم), pluriel de ʿAjamīy, signifiant à l’origine « non arabe », ou désignant une personne qui ne parle pas arabe, un « barbare » au sens du mot grec bárbaros (βάρβαρος). Selon Le Langage politique de l'Islam,, le mot ʿAjam a d'abord été utilisé pour désigner ceux que les Arabes, dans la péninsule arabique, voyaient comme des étrangers ou des rivaux.
Très tôt, ce terme a été appliqué à tous les peuples avec lesquels les Arabes avaient des contacts, parmi lesquels les Perses, Byzance et les Éthiopiens. Avec le temps, le terme s'est à nouveau spécialisé, pour désigner les Perses, sous l'angle ethnique presque exclusivement. Mais son usage a varié selon les endroits, dans la mesure où les premières conquêtes musulmanes ont étendu l'usage de la langue arabe, avec ou sans connotation péjorative.
À l'époque des califes(632-661)[Quand ?], l’ʿajamīy était souvent synonyme d’« étranger ». Dans certains cas, il s'agissait d'un terme condescendant. Dans les parties orientales du Moyen-Orient, le mot était généralement appliqué aux Perses, tandis que dans Al-Andalus il désignait les locuteurs de langues romanes.

## Autres usages du mot.
- Parmi les Kurdes, ajam est utilisé pour se référer aux Iraniens.
- En Andalousie, le mot est devenu aljamía[4] ce mot donne ensuite aljamiado qui qualifie entre autres une littérature utilisant l'écriture arabe pour les langues latines.
- En Afrique de l’Est et à Zanzibar, le terme sert à désigner les Persans ayant émigré dans la région depuis le Fars et les villes du golfe Persique.
- La géographie arabe de la période seldjoukide distingue l’ʿIrâq ʿarabî[5], « Irak arabe », c’est-à-dire la Jazīra (Mésopotamie), de l’ʿIrāq ʿAjamī[6], « Irak perse », c’est-à-dire le Jibāl.
- L'écriture de certaines langues africaines comme le haoussa, le wolof et le peul utilise une variante de l'alphabet arabe[7] appelée alphabet ʿajami.

## Remarque
Une étymologie populaire persane veut relier le mot ʿajam désignant les Persans au nom du roi légendaire Jamshid, qui aurait vécu il y a 8 000 ans. Cette étymologie n'est pas évoquée par C. E. Bosworth dans l'Encyclopédia Iranica.
Le nom de Jamshid (en persan : Jamšīd, جمشيد) est parfois abrégé en Jam (en persan : jam, جم). Ensuite l'article Wikipédia en persan consacré au mot ʿAjam décrit les étapes suivantes pour passer de Jam à ʿajam
1. Ajout de l'article al- (ال) : jam devient al-jam (ajout abusif d'un article arabe avec un mot persan)
2. Disparition du l ل de l'article : al-jam devient ajam (?)
3. Passage de la lettre ʾalif (ا) à la lettre ʿayn (ع) : ajam devient ʿajam.

Cette « explication » ne semble pas consistante.